# Cornelis Johansz de Witt
Cornelis de Witt, ook Cornelis Johansz de Witt, heer van de heerlijkheid Jaarsveld (Dordrecht, 14 mei 1696 - aldaar, 12 oktober 1769) was een Dordts regent uit het patriciërgeslacht De Witt. Zijn ouders waren Johan de Witt en Wilhelmina de Witt. De in het rampjaar 1672 vermoorde raadpensionaris Johan de Witt was zijn grootvader.
De Witt studeerde rechten aan de Universiteit Leiden. Vanaf 1724, toen hij tot schepen benoemd werd, zat hij in het bestuur van zijn geboortestad. In 1745 werd hij tot regerend burgemeester benoemd, evenals in 1746, 1758 en 1759. Mr. de Witt werd in 1745 tot curator van de Leidse hogeschool verkozen. Deze functie bekleedde hij tot aan zijn dood. De Witt was ook gedeputeerde ter Staten van Holland en tussen 1760 en 1762 lid van de admiraliteit van de Maze (Admiraliteit van Rotterdam).
Het 'Nieuw Nederlandsch biografisch woordenboek' meldt over hem: In de politiek was hij volstrekt geen op den voorgrond tredende persoon, al heeft hij waarschijnlijk in 1747-1748 een zekere rol trachten te spelen.
In 1733 volgde hij Alida de Graeff op als bezitter van de vrije en hoge heerlijkheid Jaarsveld. Rond 1760 liet De Witt het nog bestaande landhuis "Huis te Jaarsveld" bouwen, enkele honderden meters ten noorden van het oude slot.
Op 25 september 1718 trad De Witt in het huwelijk met zijn nicht Catharina Wilhelmina van den Honert. Het echtpaar kreeg zeven kinderen, van wie er vier jong zijn gestorven. Dit waren onder anderen:
- Johan de Witt (1720-1783), schepen van Dordrecht en namens die stad lid van de Rotterdamse Kamer van de Directie van de Levantse handel en de Navigatie op de Middellandse Zee.
- Herman Cornelis de Witt (1728-1778), baljuw en dijkgraaf van de Merwede

Zijn door Adriaan van der Burg geschilderd portret hangt in het Huis Van Gijn.
- Biografisch Portaal: 33423881
- Digitale Bibliotheek voor de Nederlandse Letteren: witt054
- Gemeinsame Normdatei: 1156954444
- International Standard Name Identifier: 0000 0003 9525 6975
- Nederlandse Thesaurus van Auteursnamen: 070055262
- Virtual International Authority File: 289952940
- WorldCat: E39PBJkhDHBkDvRc7Q6M7874MP